# Campeonato Africano de Atletismo de 2022 - 100 m com barreiras feminino
A prova dos 100 metros com barreiras feminino do Campeonato Africano de Atletismo de 2022 foi disputada nos dias 8 e 9 de junho, no Complexo Esportivo Nacional Cote d'Or, em Saint Pierre, na Maurícia.

## Recordes
Antes desta competição, os recordes mundiais e do campeonato nesta prova eram os seguintes:
|                       | Nome            | Nacionalidade  | Tempo  | Local    | Data                 |
| --------------------- | --------------- | -------------- | ------ | -------- | -------------------- |
| Recorde mundial       | Kendra Harrison | Estados Unidos | 12s 20 | Londres  | 22 julho de 2016     |
| Recorde do campeonato | Glory Alozie    | Nigéria        | 12s 77 | Dakar    | 19 de agosto de 1998 |
| Recorde africano      | Glory Alozie    | Nigéria        | 12s 44 | Mônaco   | 8 de agosto de 1998  |
| Recorde africano      | Glory Alozie    | Nigéria        | 12s 44 | Bruxelas | 28 de agosto de 1998 |
| Recorde africano      | Glory Alozie    | Nigéria        | 12s 44 | Sevilha  | 28 de agosto de 1999 |

## Medalhistas
| Ouro              | Prata                | Bronze               |
| Tobi Amusan (NIG) | Ebony Morrison (LBR) | Marione Fourie (RSA) |

## Cronograma
Todos os horários são locais (UTC+4). 
| Data       | Hora  | Evento  |
| ---------- | ----- | ------- |
| 8 de junho | 14:00 | Bateria |
| 9 de junho | 15:10 | Final   |

## Resultados

### Bateria
Qualificação: 3 atletas de cada bateria (Q) mais os 2 melhores qualificados (q). 
Vento:
Bateria 1: +3.1 m/s, Bateria 2: +2.5 m/s
| Posição | Bateria | Atleta               | Nacionalidade  | Tempo | Notas |
| ------- | ------- | -------------------- | -------------- | ----- | ----- |
| 1       | 2       | Tobi Amusan          | Nigéria        | 12.63 | Q     |
| 2       | 2       | Marione Fourie       | África do Sul  | 12.82 | Q     |
| 3       | 1       | Ebony Morrison       | Libéria        | 12.86 | Q     |
| 4       | 2       | Ashley Miller        | Zimbabwe       | 13.15 | Q     |
| 5       | 2       | Marthe Koala         | Burquina Fasso | 13.22 | q     |
| 6       | 1       | Fiadanantsoa Sidonie | Madagáscar     | 13.44 | Q     |
| 7       | 1       | Charlize Eilerd      | África do Sul  | 13.59 | Q     |
| 8       | 1       | Lina Gaber           | Egito          | 13.85 | q     |
| 9       | 2       | Joy Abu              | Nigéria        | 13.85 |       |
| 10      | 2       | Priscilla Tabunda    | Quênia         | 13.88 |       |
| 11      | 1       | Marzaan Loots        | África do Sul  | 13.90 |       |
| 12      | 2       | Madina Touré         | Burquina Fasso | 13.99 |       |
| 13      | 1       | Alemitu Assefa       | Etiópia        | 14.46 |       |
| 14      | 2       | Hirphe Dirbsa        | Etiópia        | 14.73 |       |
| 99      | 1       | Miracle Thompson     | Nigéria        | DNS   |       |

### Final
A final ocorreu dia 9 de junho às 15:10.
Vento: +4.0 m/s
| Posição           | Raia | Atleta               | Nacionalidade  | Tempo | Notas |
| ----------------- | ---- | -------------------- | -------------- | ----- | ----- |
| Medalha de ouro   | 5    | Tobi Amusan          | Nigéria        | 12.57 |       |
| Medalha de prata  | 4    | Ebony Morrison       | Libéria        | 12.77 |       |
| Medalha de bronze | 6    | Marione Fourie       | África do Sul  | 12.93 |       |
| 4                 | 1    | Marthe Koala         | Burquina Fasso | 12.99 |       |
| 5                 | 7    | Ashley Miller        | Zimbabwe       | 13.30 |       |
| 6                 | 3    | Sidonie Fiadanantsoa | Madagáscar     | 13.49 |       |
| 7                 | 8    | Charlize Eilerd      | África do Sul  | 13.99 |       |
| 8                 | 2    | Lina Gaber           | Egito          | DNF   |       |

Legenda
| Recorde mundial       | Recorde mundial (World record)               |                       | Recorde africano                      | Recorde africano (African) |                                           | Q | Classificado por posição (Qualified) |
| Recorde do campeonato | Recorde do campeonato (Championship record)  | Recorde da América    | Recorde da América (Americas)         | q                          | Classificado por melhor tempo (Qualified) |   |                                      |
| Melhor marca do ano   | Melhor marca do ano (World leading)          | Recorde asiático      | Recorde asiático (Asian)              | DNS                        | Não largou (Did not start)                |   |                                      |
| Recorde nacional      | Recorde nacional (National record)           | Recorde europeu       | Recorde europeu (European)            | DNF                        | Não terminou (Did not finish)             |   |                                      |
| Recorde pessoal       | Recorde pessoal do atleta (Personal best)    | Recorde da Oceania    | Recorde da Oceania (Oceania)          | DSQ / DQ                   | Desclassificado (Disqualified)            |   |                                      |
| Recorde da temporada  | Recorde da temporada do atleta (Season best) | Recorde sul-americano | Recorde sul-americano (South America) | NM                         | Sem marca (No mark)                       |   |                                      |